# Heinrich Schuster
Heinrich Schuster (n. 29 iulie 1857, Alțâna – d. 14 februarie 1931, Sibiu) a fost un scriitor de limbă germană din Transilvania.

## Scrieri
- Der Dorflump, 1902
- Aus der Dorfstrasse (De pe strada din sat), 1903
- Martin Alzner. Erzählung aus dem sächsischen Bauernleben (Martin Alzner. Povestire din viața țăranilor sași), Editura Josef Drotleff, Sibiu, 1905
  - reeditat de Michael Markel: Martin Alzner. Roman, Editura Kriterion (Krtiterion-Bücherei, București, 1976
- Zwei Freunde (Doi prieteni), 1906
- Michel (Michel), 1927